# 예천스타디움
예천스타디움(醴泉스타디움, Yecheon Stadium)은 대한민국 경상북도 예천군에 있는 스포츠 시설이다. 천연잔디 필드와 우레탄 트랙이 갖춰진 경기장이며, 1996년에 준공되었다. 1996년에 '예천공설운동장'으로 개장한 후, 2021년 11월 1일에 '예천스타디움'으로 명칭이 변경되었다.

## 참고 문헌
- “예천스타디움”. 《예천군체육사업소》. 예천군체육사업소.
- 《2021년 전국 공공체육시설 현황(2020년말 기준)》. 대한민국 문화체육관광부. 2022.
- 《2023 전국 공공체육시설 현황 (2022년 12월말 기준)》. 대한민국 문화체육관광부. 2024.

## 같이 보기
- 예천육상실내훈련장